# Bromuro di tetrametilammonio
Il bromuro di tetrametilammonio è un sale di ammonio quaternario, di formula [(CH3)4N]+Br–.
A temperatura ambiente si presenta come un solido biancastro dall'odore tenue.